# Doniophyton
Doniophyton é um género botânico pertencente à família Asteraceae.